# LATAM Express
LATAM Express (zuvor Ladeco sowie LAN Express) ist eine chilenische Linienfluggesellschaft mit Sitz in Santiago de Chile. Sie befindet sich im alleinigen Besitz der LATAM Airlines und betreibt ein ausgedehntes inländisches Flugnetz sowie einige internationale Routen. Die Hauptbasis befindet sich am Comodoro Arturo Merino Benítez International Airport, Santiago de Chile.

## Geschichte
LATAM Express ist die Nachfolgerin der im November 1958 gegründeten chilenischen Fluggesellschaft Ladeco, die bis 1994 inländische und internationale Ziele anflog. Im August 1995 kaufte LanChile (heute LATAM Airlines) 99 % der Anteile von Ladeco und gliederte sie in ihre Flotte ein. Ladeco wurde exklusive Fluggesellschaft für inländische Verbindungen in Chile. 1998 verschmolz LAN Chile das Tochterunternehmen Ladeco mit Fast Air. Das fusionierte setzte den Flugbetrieb unter dem Namen Ladeco fort. Im Jahr 2001 erfolgte die Umbenennung in LAN Express.

## Flugziele
Nationale Flugziele:
- Antofagasta, Arica, Balmaceda, Calama, Concepción, Copiapó, El Salvador, Iquique, La Serena, Osorno, Pucon, Puerto Montt, Punta Arenas, Santiago, Temuco und Valdivia.

Internationale Flugziele:
- Rio de Janeiro, San Carlos de Bariloche und Sâo Paulo.

## Flotte
Im Jahr 2013 betrieb das Unternehmen 12 Flugzeuge der Typen Airbus A320 und A319. Deren Zahl sank bis Dezember 2016 auf fünf Airbus A319-100 mit einem Durchschnittsalter von 11,1 Jahren. Im Januar 2018 bestand die Flotte aus zwei Airbus A319-100 mit einem Durchschnittsalter von 11,4 Jahren.